# Nevadaterritoriet
Nevadaterritoriet (engelska: Nevada Territory) var tidigare ett organiserat territorium i USA. Det bildades den 2 mars 1861, då området bröts ur Utahterritoriet, och fanns fram till området den 31 oktober 1864 blev den amerikanska delstaten Nevada. Innan Nevadaterritoriet bildades hette området Washoe. Nevadaterritoriets huvudstad var Carson City. James W. Nye var guvernör i Nevadaterritoriet under hela dess existens.

### Fotnoter
1. ↑  ”Nevada” (på engelska). World Statesmen. http://www.worldstatesmen.org/US_states_N.html#Nevada. Läst 20 juli 2015.